# Cinesi
     Cina continentale, Hong Kong, Taiwan e Macao
     + 1,000,000
     + 100,000
     + 10,000
     + 1,000

Cina continentale, Hong Kong, Taiwan e Macao
+ 1,000,000
+ 100,000
+ 10,000
+ 1,000

I cinesi sono i vari individui o gruppi etnici associati alla Cina, di solito attraverso ascendenza, etnia, nazionalità, cittadinanza o altra affiliazione.
I cinesi Han sono il più grande gruppo etnico in Cina, che comprende circa il 92% della sua popolazione continentale. Cinesi Han formano anche circa il 95%, 92%, 89% e 74% della popolazione rispettivamente di Taiwan, Hong Kong, Macao e Singapore.
Sono anche il più grande gruppo etnico del mondo, che comprende circa il 18% della popolazione mondiale.
Al di fuori della Cina, i termini "cinese Han" e "cinese" sono spesso confusi poiché quelli che vengono identificati e registrati come cinesi Han sono un gruppo etnico a parte; infatti in Cina ci sono 55 minoranze etniche ufficialmente riconosciute che potrebbero essere identificate o identificarsi come "cinesi".
Sebbene Hong Kong e Macao siano entrambe sotto la sovranità cinese, entrambe le regioni sono altamente autonome. Hong Kong e Macao sono disciplinate rispettivamente da trattati internazionali noti come "Dichiarazione congiunta sino-britannica" e "Dichiarazione congiunta sino-portoghese". I residenti di entrambe le regioni possono possedere diverse nazionalità.
I cittadini di Taiwan, ufficialmente Repubblica di Cina (RDC), possono anche essere definiti "cinesi" in vari contesti, sebbene di solito vengano definiti "taiwanesi". Il territorio di Taiwan è conteso e il ROC ha un riconoscimento limitato della sua sovranità.
I discendenti della vasta diaspora cinese sono conosciuti come cinesi d'oltremare.

## Gruppi etnici in Cina
I cinesi Han costituiscono anche una maggioranza o una minoranza notevole in altri paesi e comprendono circa il 18% della popolazione umana globale. Altri gruppi etnici in Cina includono Zhuang, Hui, Manciù, Uiguri e Miao, che costituiscono le cinque maggiori minoranze etniche nella Cina continentale, con popolazioni di circa 10 milioni o più. Inoltre, Yi, Tujia, tibetani e mongoli hanno ciascuno una popolazione compresa tra cinque e dieci milioni.
La Cina, ufficialmente Repubblica popolare cinese (RPC), riconosce 56 gruppi etnici cinesi nativi. Ci sono anche diversi gruppi etnici non riconosciuti in Cina.

## Nazionalità, cittadinanza e residenza
La legge sulla nazionalità della Repubblica popolare cinese regola la nazionalità all'interno della RPC. Una persona ottiene la cittadinanza o per nascita quando almeno un genitore è di nazionalità cinese o per naturalizzazione. Tutte le persone in possesso della nazionalità della Repubblica popolare cinese sono cittadini della Repubblica. La carta d'identità cinese è la forma ufficiale di identificazione per i residenti nella Repubblica popolare cinese.
Nella Repubblica popolare cinese, un passaporto della regione amministrativa speciale di Hong Kong o un passaporto della regione amministrativa speciale di Macao possono essere rilasciati ai residenti permanenti rispettivamente di Hong Kong o Macao.
La legge sulla nazionalità della Repubblica di Cina regola la nazionalità all'interno della Repubblica di Cina (Taiwan). Una persona ottiene la cittadinanza per nascita o per naturalizzazione. Una persona con almeno un genitore che è cittadino della Repubblica di Cina o nata nella Repubblica Popolare Cinese da genitori apolidi si qualifica per la cittadinanza per nascita.
La carta d'identità nazionale è un documento d'identità rilasciato a persone che hanno la registrazione della famiglia a Taiwan. Il Resident Certificate è una carta d'identità rilasciata ai residenti della Repubblica Cinese che non sono in possesso di una carta d'identità nazionale. il rapporto tra nazionalità taiwanese e nazionalità cinese è contestato.